# Alliance libéral-populaire-Autonomies
 (avril 2018).
Si vous disposez d'ouvrages ou d'articles de référence ou si vous connaissez des sites web de qualité traitant du thème abordé ici, merci de compléter l'article en donnant les références utiles à sa vérifiabilité et en les liant à la section « Notes et références ».
L’Alliance libéral-populaire-Autonomies (en italien : Alleanza liberalpopolare-Autonomie, abrégé en ALA) (officiellement ALA-PRI) est un groupe parlementaire italien qui s'est formé au sein du Sénat de la République le 28 juillet 2015 par Denis Verdini, ancien dirigeant du Peuple de la liberté et de Forza Italia et par d'autres hommes politiques de centre droit en désaccord avec les choix de Silvio Berlusconi.
Ce mouvement comprend initialement 19 sénateurs et sept députés. Au Sénat, le président du groupe est Lucio Barani, tandis qu'à la Chambre, les sept députés sont une composante du groupe mixte, puis rejoignent le 7 décembre 2016 un nouveau groupe ALA - Choix civique, constitué avec cinq députés restants de Choix civique pour l'Italie.
Il forme un groupe de 13 sénateurs allié au Parti républicain italien avec le symbole duquel il se présente lors des élections italiennes de 2018.

## Composition auSénat
| XVIIe législature          | XVIIe législature | XVIIe législature              | XVIIe législature |
| 12 sénateurs               | 12 sénateurs      | 12 sénateurs                   | 12 sénateurs      |
| Sénateur                   | Date d'adhésion   | Groupe d'origine               | Autre             |
| -------------------------- | ----------------- | ------------------------------ | ----------------- |
| Lucio Barani               | 29/07/2015        | Grandes autonomies et libertés | Président         |
| Riccardo Mazzoni           | 29/07/2015        | Forza Italia                   | Vice-président    |
| Denis Verdini              | 29/07/2015        | Forza Italia                   |                   |
| Vincenzo D'Anna            | 29/07/2015        | Grandes autonomies et libertés |                   |
| Ciro Falanga               | 29/07/2015        | Conservateurs et réformistes   | Secrétaire        |
| Eva Longo                  | 29/07/2015        | Conservateurs et réformistes   | Vice-président    |
| Pietro Langella            | 29/07/2015        | Area Popolare                  |                   |
| Francesco Maria Amoruso    | 22/09/2015        | Forza Italia                   |                   |
| Pietro Iurlaro             | 16/10/2015        | Grandes autonomies et libertés |                   |
| Adele Gambaro              | 20/01/2016        | Groupe mixte                   |                   |
| Lionello Marco Pagnoncelli | 30/01/2016        | Conservateurs et réformistes   |                   |
| Antonio Milo               | 01/05/2016        | Conservateurs et réformistes   |                   |